# 橘右佐喜
橘 右佐喜（たちばな うさぎ、筆名）は関西を中心に活動する橘流寄席文字書家。女性。奈良市在住。

## 経歴
子育て中の主婦が笑点カレンダー（笑点暦）を見て寄席文字の魅力にとりつかれ、テレビ局に連絡してカレンダーの文字を書いていた橘右近を紹介してもらい、1980年弟子となる。東京在住の右近から通信教育のような形で学び、地域寄席のめくりなどを書くようになる。
寄席文字を学んで2年半後に「橘右佐喜」の名前を許される。「右佐喜」の名前は「うさぎでもなんでもいいので師匠の「右（う）」の字が欲しい」と言ったことに由来する。2年半で名前をもらうのは異例の早さであり兄弟子からの反発もあったが、師匠が彼女の意欲を見込んで弟子に頭を下げて実現させた。
彼女を有名にしたのは「ざこば・鶴瓶らくごのご」のお題書きとしての出演である。決定した３つのお題を即座に鮮やかな寄席文字で書き上げ、会場に掲示されるまでの様子がテレビで放映された。
寄席文字だけではなく独自の「あそび文字」も書いている。夫と二人の息子がおり、うち次男の染井大（1974年 - )は、寿司職人などを経て近鉄奈良駅周辺で母の寄席文字グッズを販売する移動屋台・縁起雑貨店「〇（まる）や」を開いた。

## 主な作品・筆耕
- 「ざこば・鶴瓶らくごのご」（朝日放送テレビ）お題書き
- 「扇町寄席」（関西テレビ）題字・めくり
- 「天満天神繁昌亭」題字・めくり
- 「神戸新開地・喜楽館」シンボルマーク文字・めくり
- 上方落語協会主催「彦八まつり」実演屋台出店
- カルチャーセンターでの寄席文字教室

- 地域寄席・落語会のめくり・題字などの筆耕多数